# Mária, a skótok királynője (film)
A Mária, a skótok királynője (eredeti cím: Mary, Queen of Scots) 1971-ben bemutatott brit történelmi filmdráma Charles Jarrett rendezésében. A forgatókönyvet John Hale készítette. A főbb szerepekben Vanessa Redgrave, Glenda Jackson és Timothy Dalton. 1971. december 22-én mutatták be az Egyesült Államokban, az Egyesült Királyságban 1972. március 27-től volt megtekinthető a mozikban. Magyarországon 1973. június 7-től futott a mozikban.
Mária történetét több formában is megörökítették, készült belőle Friedrich Schiller tollából színdarab és egy opera is. Az első filmet 1936-ban mutatták be Mary of Scotland címmel a főszerepben Katharine Hepburnnel. 2013-ban egy svájci produkció készült Camille Rutherforddal, majd 2018-ban a Két királynő Saoirse Ronannel és Margot Robbie-val. A királynőről készült művek több helyen az alkotói szabadságot alkalmazzák, a történészek szerint Erzsébet és Mária soha nem találkozott személyesen egymással. 
A produkciót 5 Golden Globe- és öt Oscar-díjra jelölték.

## Cselekmény
Tizennyolc éves korában Stuart Mária, a francia trónörökös felesége özvegyen marad. Férje halála után már nem látják szívesen a francia királyi udvarban, és visszatér szülőföldjére, Skóciába, ahol féltestvére, Jakab uralkodik anyja halála után. Mária hamarosan az intrikák hálójában találja magát. Jakab szembeszáll féltestvérével, aki szintén igényt tart az angol trónra. Az új régens egyre inkább szembekerül a protestáns skót nemességgel, akik a katolicizmus elterjedésétől tartanak a Franciaországban felnőtt Mária miatt. Stuart Máriát kezdetben megdöbbenti a skót királyi udvar politikája, de a régensség éveiben képes kitűnni és megvédi a trónt.
Unokatestvére, I. Erzsébet angol királynő, aki titkos viszonyt folytat lovászával, gyanakodva figyeli Mária tetteit, aki sikertelen házasságot köt a gyenge és önző Lord Henry Darnley-vel, majd Lord Bothwell-lel, ami hatalmas hibának bizonyul. Ráadásul egyik legközelebbi bizalmasa, David Rizzio gyilkossági terv áldozatává válik. A Bothwell-lel kötött házasság romlásba dönti a skót királynőt, mivel az a hír járja, hogy a férfinak köze van első férje, Lord Darnley halálához. A lázadó skót nemesek Stuart Mária ellen fordulnak, ezért Angliába menekül. Erzsébet azonban veszélyt lát a katolikus Máriában, akit az angliai katolikus kisebbség a brit trón jogos örökösének tart. A két unokatestvér találkozója után, Erzsébet bebörtönözteti Máriát. Stuart Máriát, aki ragaszkodik ahhoz, hogy jóhiszeműen cselekedett, és sajnálja, hogy a bebörtönzés miatt elszakadt fiától, halálra ítélik. Mária megbékél Istennel, és a Fotheringhay-kastélyban lefejezik.

## Szereplők
| Színész                      | Szerep           | Magyar hangja                   | Magyar hangja                  | Magyar hangja            | Magyar hangja            |
| Színész                      | Szerep           | 1. magyar változat (Mokép 1973) | 2. magyar változat (MTV1 1979) | 3. magyar változat (HBO) | 4. magyar változat (TV2) |
| ---------------------------- | ---------------- | ------------------------------- | ------------------------------ | ------------------------ | ------------------------ |
| I. Mária                     | Vanessa Redgrave | Káldi Nóra                      | Káldi Nóra                     | Bertalan Ágnes           | Ruttkay Laura            |
| I. Erzsébet                  | Glenda Jackson   | Pápai Erzsi                     | Pápai Erzsi                    | Györgyi Anna             | Kovács Nóra              |
| Stuart Jakab                 | Patrick McGoohan | Mécs Károly                     | Piróth Gyula                   | Haás Vander Péter        | Forgács Gábor            |
| Lord Henry Darnley           | Timothy Dalton   | Ernyey Béla                     | Szakácsi Sándor                | Viczián Ottó             | Bozsó Péter              |
| James Hepburn, Lord Bothwell | Nigel Davenport  | Sinkovits Imre                  | Bárány Frigyes                 | Vass Gábor               | Bácskai János            |
| Sir William Cecil            | Trevor Howard    | Csákányi László                 | Inke László                    | Végvári Tamás            | Kajtár Róbert            |
| Robert Dudley                | Daniel Massey    | Fülöp Zsigmond                  | Vogt Károly                    | Kautzky Armand           | Forgács Péter            |
| David Rizzio                 | Ian Holm         | Bodrogi Gyula                   | Gálvölgyi János                | Zámbori Soma             | Szokol Péter             |
| Ruthven                      | Andrew Keir      | Egri István                     | Verebes Károly                 |                          |                          |
| Ballard atya                 | Tom Fleming      | Gelley Kornél                   | Nagy Attila                    |                          |                          |
| Medici Katalin               | Katherine Kath   | Tábori Nóra                     | Kelemen Éva                    |                          |                          |
| Mary Seton                   | Beth Harris      | Győry Ilona                     | Szabó Éva                      | Orosz Helga              |                          |
| Mary Fleming                 | Frances White    | Pálos Zsuzsa                    | Peremartoni Krisztina          |                          |                          |
| Morton                       | Bruce Purchase   | Gera Zoltán                     | Vajda László                   | Kapácsy Miklós           |                          |
| Huntly                       | Brian Coburn     | Láng József                     | Koroknay Géza                  |                          |                          |
| François de Guise herceg     | Vernon Dobtcheff | Kaló Flórián                    | Márton András                  | Schnell Ádám             |                          |
| de Guise bíboros             | Raf De La Torre  | Ujlaky László                   | Szokolay Ottó                  |                          |                          |
| Walsingham                   | Richard Warner   | Versényi László                 | Izsóf Vilmos                   |                          |                          |
| Lady Jean Bothwell           | Maria Aitken     | Csűrös Karola                   | Czigány Judit                  |                          |                          |
| Andrew                       | Jeremy Bulloch   | Benkő Péter                     | Gyabronka József               |                          |                          |
| John Knox                    | Robert James     |                                 | Kaló Flórián                   |                          |                          |
| II. Ferenc                   | Richard Denning  | Téri Sándor                     |                                |                          |                          |

## Fogadtatás

### Kritikai visszhang
A filmet vegyesen fogadták a kritikusok. A Rotten Tomatoeson 67%-os minősítést ért el 9 értékelés alapján. Alexander Walker a London Evening Standardtól azt írta: „Charles Jarrott rendezésében ez lényegében egy tablósorozat, de úgy száguld el, mint egy homályosabb Peyton Place.” John Russell Taylor a Timestól azt írta: „Nem olyan rossz, abban az értelemben, hogy soha nem kevesebb, mint egészen tisztességes, ésszerűen olvasmányos, de az biztos, hogy hosszú, unalmas vánszorgás.” Roger Ebert szerint: „A történelmi drámák szórakoztatóak lehetnek, ha a megfelelő szellemben közelítjük meg őket.”
A Metacritic 53 pontot ért el a 100-ból 6 vélemény alapján. A Variety azt írta: „Charles Jarrott rendezésében a kiváló játékosok nagy létszámú csapata jól érvényesül. A nagyszerű rendezői részletek és a szereplők segítenek felülkerekedni az epizódszerű, kósza történeten.” Vincent Canby a New York Timestól azt írta: „Mert mind Miss Redgrave, mind Miss Jackson felismerhető intelligenciával rendelkezik, a Mária, a skótok királynőjét nem olyan nehéz végigülni, mint néhány rossz filmet, ami eszembe jut. Egyszerűen csak ünnepélyes, ápolt és buta.” Pauline Kael a New Yorkertől azt írta: „Ebben a Hal B. Wallis által külföldön készített változatban nem látszik semmilyen motiváló ötlet, és a John Hale által írt ólmos forgatókönyvből hiányzik a romantikus szellem és a drámai érzék.”

### Bevétel adatai
A Box Office Mojo weboldalán nincs elérhető adat a költségvetésről vagy a bevételről.

## Fontosabb díjak és jelölések
| Esemény                             | Díj                    | Kategória                                             | Eredmény |
| ----------------------------------- | ---------------------- | ----------------------------------------------------- | -------- |
| 1972-es David di Donatello-díjátadó | David di Donatello-díj | Különdíj – Vanessa Redgrave és Glenda Jackson         | Elnyerte |
| 29. Golden Globe-gála               | Golden Globe-díj       | Legjobb filmdráma                                     | Jelölve  |
| 29. Golden Globe-gála               | Golden Globe-díj       | Legjobb női főszereplő (filmdráma) – Glenda Jackson   | Jelölve  |
| 29. Golden Globe-gála               | Golden Globe-díj       | Legjobb női főszereplő (filmdráma) – Vanessa Redgrave | Jelölve  |
| 29. Golden Globe-gála               | Golden Globe-díj       | Legjobb forgatókönyv                                  | Jelölve  |
| 29. Golden Globe-gála               | Golden Globe-díj       | Legjobb eredeti filmzene                              | Jelölve  |
| 44. Oscar-gála                      | Oscar-díj              | Legjobb női főszereplő – Vanessa Redgrave             | Jelölve  |
| 44. Oscar-gála                      | Oscar-díj              | Legjobb látványtervezés                               | Jelölve  |
| 44. Oscar-gála                      | Oscar-díj              | Legjobb jelmeztervezés                                | Jelölve  |
| 44. Oscar-gála                      | Oscar-díj              | Legjobb hang                                          | Jelölve  |
| 44. Oscar-gála                      | Oscar-díj              | Legjobb eredeti filmzene                              | Jelölve  |